# Liste des maires de Saint-Jean
Voici une liste des maires successifs de la cité de Saint-Jean, au Nouveau-Brunswick. La cité à la particularité d'avoir un conseil communal. Saint-Jean est également la plus ancienne municipalité du Canada, ayant été incorporée le 18 mai 1785. À l'origine, les maires étaient nommés par le lieutenant gouverneur du Nouveau-Brunswick. Ensuite, ils furent nommés par les membres du conseil communal et finalement, depuis 1854, ils sont élus par les citoyens.
| Période        | Période     | Identité             | Étiquette | Qualité |
| -------------- | ----------- | -------------------- | --------- | ------- |
| 2021           | en cours    | Donna Reardon        |           |         |
| 2016           | 2021        | Don Darling          |           |         |
| 2012           | 2016        | Mel Norton           |           |         |
| 2008           | 2012        | Ivan Court           |           |         |
| 2004           | 2008        | Norm McFarlane       |           |         |
| 1995           | 2004        | Shirley A. McAlary   |           |         |
| 1994           | 1995        | Thomas J. Higgins    |           |         |
| 1983           | 1993        | Elsie E. Wayne       |           |         |
| 1980           | 1983        | A. Robert W. Lokhart |           |         |
| 1977           | 1980        | Samuel Davis         |           |         |
| 1974           | 1977        | Edis A. Flewweling   |           |         |
| 1971           | 1974        | A. Robert W. Lokhart |           |         |
| 1969           | 1971        | James A. Calvin      |           |         |
| 1969           | 1969        | H. Avard Loomer      |           |         |
| 1967           | 1969        | Joseph A. MacDougall |           |         |
| 1966           | juin 1967   | Arthur L. Gould      |           |         |
| 1964           | 1966        | Stephen H. Weyman    |           |         |
| 1960           | 1964        | Eric L. Teed         |           |         |
| 1960           | 1960        | James A. Whitebone   |           |         |
| 1958           | 1960        | D. Laurence MacLaren |           |         |
| 1956           | 1958        | William W. MacAulay  |           |         |
| 1954           | 1956        | Gilbert B. Peat      |           |         |
| 1952           | 1954        | Ernest W. Patterson  |           |         |
| 1950           | 1952        | George E. Howard     |           |         |
| 1948           | 1950        | Ernest W. Patterson  |           |         |
| 1944           | 1948        | James D. McKenna     |           |         |
| 1940           | 1944        | Charles R. Wasson    |           |         |
| 1936           | 1940        | D. Laurence          |           |         |
| 1932           | 1936        | James W. Brittain    |           |         |
| 1926           | 1932        | Walter W. White      |           |         |
| 1924           | 1926        | Frank L. Potts       |           |         |
| 1922           | 1924        | G. Frederick Fisher  |           |         |
| 1922           | 1922        | Harry R. McLellan    |           |         |
| 1920           | 1922        | E. Allen Schofield   |           |         |
| 1916           | 1920        | Robert T. Hayes      |           |         |
| 1910           | 1916        | James H. Frink       |           |         |
| 1908           | 1910        | Thomas H. Bullock    |           |         |
| 1906           | 1908        | Edward Sears         |           |         |
| 1902           | 1906        | Walter W. White      |           |         |
| 1900           | 1902        | John W. Daniel       |           |         |
| 1898           | 1900        | Edward Sears         |           |         |
| 1894           | 1898        | George Robertson     |           |         |
| 1891           | 1894        | Thomas W. Peters     |           |         |
| 1889           | 1891        | W. Albert Lockhart   |           |         |
| 7 juillet 1889 | 9 août 1889 | I. Allen Jack        |           |         |
| 1889           | 1889        | George A. Barker     |           |         |
| 1887           | 1889        | Henry J. Thorne      |           |         |
| 1885           | 1887        | J. S. Boies De Veber |           |         |
| 1884           | 1885        | J. McGregor Grant    |           |         |
| 1881           | 1884        | Simeon Jones         |           |         |
| 1879           | 1881        | Charles R. Ray       |           |         |
| 1877           | 1879        | Sylvester Z. Earle   |           |         |
| 1874           | 1877        | A. Chipman Smith     |           |         |
| 1870           | 1874        | Thomas M. Reed       |           |         |
| 1866           | 1870        | Aaron Alward         |           |         |
| 1863           | 1866        | Isaac Woodward       |           |         |
| 1859           | 1863        | Thomas McAvity       |           |         |
| 1855           | 1859        | William O. Smith     |           |         |
| 1854           | 1855        | James Olive          |           |         |

| Période | Période | Identité         | Étiquette | Qualité |
| ------- | ------- | ---------------- | --------- | ------- |
| 1853    | 1854    | James Olive      |           |         |
| 1852    | 1853    | William O. Smith |           |         |
| 1851    | 1852    | Thomas Harding   |           |         |

| Période | Période | Identité           | Étiquette | Qualité |
| ------- | ------- | ------------------ | --------- | ------- |
| 1850    | 1851    | Henri Chubb        |           |         |
| 1849    | 1850    | Robert D. Wilmot   |           |         |
| 1848    | 1849    | William H. Street  |           |         |
| 1847    | 1848    | John R. Partelow   |           |         |
| 1843    | 1847    | Lauchlan Donaldson |           |         |
| 1840    | 1843    | William Black      |           |         |
| 1837    | 1840    | Robert F. Hazen    |           |         |
| 1836    | 1837    | John Robertson     |           |         |
| 1835    | 1836    | William H. Street  |           |         |
| 1834    | 1835    | Benjamin L. Peters |           |         |
| 1833    | 1834    | John M. Wilmot     |           |         |
| 1832    | 1833    | William Black      |           |         |
| 1829    | 1832    | Lauchlan Donaldson |           |         |
| 1828    | 1829    | William Black      |           |         |
| 1816    | 1828    | John Robinson      |           |         |
| 1795    | 1816    | William Campbell   |           |         |
| 1785    | 1795    | Gabriel G. Ludlow  |           |         |